# 50 kilomètres marche aux championnats du monde d'athlétisme 2007
 (mai 2023).
Si vous disposez d'ouvrages ou d'articles de référence ou si vous connaissez des sites web de qualité traitant du thème abordé ici, merci de compléter l'article en donnant les références utiles à sa vérifiabilité et en les liant à la section « Notes et références ».
Navigation
Helsinki 2005 Berlin 2009
L'épreuve du 50 kilomètres marche aux championnats du monde de 2007 a eu lieu le 1er septembre à Osaka au Japon. Elle est remportée par l'Australien Nathan Deakes.

## Records
| Record du monde            | 3 h 35 min 47 s | Nathan Deakes       | Australie | 2 décembre 2006 | Geelong               |
| Record des championnats    | 3 h 36 min 02 s | Robert Korzeniowski | Pologne   | 27 août 2003    | Paris                 |
| Meilleure performance 2007 | 3 h 36 min 04 s | Alex Schwazer       | Italie    | 11 février 2007 | Rosignano Solvay      |
| Record d'Afrique           | 3 h 58 min 44 s | Hatem Ghoula        | Tunisie   | 4 mars 2007     | Santa Eulària des Riu |
| Record d'Asie              | 3 h 36 min 06 s | Chaohong Yu         | Chine     | 22 octobre 2005 | Nankin                |
| Record d'Amérique du Nord  | 3 h 41 min 20 s | Raul González       | Mexique   | 11 juin 1978    | Poděbrady             |
| Record d'Amérique du Sud   | 3 h 52 min 07 s | Xavier Moreno       | Équateur  | 28 juillet 2007 | Rio de Janeiro        |
| Record d'Europe            | 3 h 36 min 02 s | Robert Korzeniowski | Pologne   | 27 août 2003    | Paris                 |
| Record d'Océanie           | 3 h 35 min 47 s | Nathan Deakes       | Australie | 2 décembre 2006 | Geelong               |

## Médaillés
| Or            | Argent      | Bronze        |
| Nathan Deakes | Yohan Diniz | Alex Schwazer |

## Résultats

### Finale (1erseptembre)
| Rang        | Pays             | Athlète                   | Temps                |
| ----------- | ---------------- | ------------------------- | -------------------- |
| 1           | Australie        | Nathan Deakes             | 3 h 43 min 53 s (SB) |
| 2           | France           | Yohan Diniz               | 3 h 44 min 22 s (SB) |
| 3           | Italie           | Alex Schwazer             | 3 h 44 min 38 s      |
| 4           | Russie           | Denis Nizhegorodov        | 3 h 46 min 57 s      |
| 5           | Norvège          | Erik Tysse                | 3 h 51 min 52 s (PB) |
| 6           | Espagne          | Mikel Odriozola           | 3 h 55 min 19 s (SB) |
| 7           | Chine            | Chao Sun                  | 3 h 55 min 43 s      |
| 8           | Norvège          | Trond Nymark              | 3 h 57 min 22 s      |
| 9           | Mexique          | Horacio Nava              | 3 h 58 min 17 s      |
| 10          | Finlande         | Jarkko Kinnunen           | 3 h 58 min 22 s (SB) |
| 11          | Finlande         | Antti Kempas              | 3 h 59 min 34 s      |
| 12          | Lituanie         | Donatas Škarnulis         | 3 h 59 min 48 s      |
| 13          | France           | Eddy Riva                 | 4 h 00 min 44 s      |
| 14          | France           | David Boulanger           | 4 h 01 min 30 s      |
| 15          | Portugal         | António Pereira           | 4 h 02 min 09 s      |
| 16          | Japon            | Ken Akashi                | 4 h 02 min 31 s      |
| 17          | Japon            | Yusuke Yachi              | 4 h 05 min 21 s      |
| 18          | Italie           | Diego Cafagna             | 4 h 06 min 03 s      |
| 19          | Canada           | Tim Berrett               | 4 h 06 min 47 s      |
| 20          | Mexique          | Jesús Sánchez             | 4 h 07 min 14 s      |
| 21          | Pologne          | Grzegorz Sudol            | 4 h 07 min 48 s (SB) |
| 22          | Slovaquie        | Miloš Bátovský            | 4 h 08 min 22 s      |
| 23          | Serbie           | Nenad Filipovic           | 4 h 12 min 11 s      |
| 24          | Australie        | Chris Erickson            | 4 h 13 min 00 s      |
| 25          | Grèce            | Konstadínos Stefanópoulos | 4 h 14 min 22 s      |
| 26          | Portugal         | Augusto Cardoso           | 4 h 14 min 38 s      |
| 27          | Portugal         | Jorge Costa               | 4 h 16 min 05 s      |
| 28          | Lettonie         | Igors Kazakevics          | 4 h 19 min 43 s      |
| 29          | Biélorussie      | Andrei Stepanchuk         | 4 h 23 min 30 s      |
| 30          | Pologne          | Rafal Fedaczynski         | 4 h 24 min 51 s      |
| 31          | États-Unis       | Kevin Eastler             | 4 h 31 min 52 s      |
| disqualifié | Irlande          | Colin Griffin             | DSQ                  |
| disqualifié | Suède            | Andreas Gustafsson        | DSQ                  |
| disqualifié | Suède            | Fredrik Svensson          | DSQ                  |
| disqualifié | Mexique          | Omar Zepeda               | DSQ                  |
| disqualifié | Hongrie          | Zoltán Czukor             | DSQ                  |
| disqualifié | Espagne          | Jesús Angel García        | DSQ                  |
| disqualifié | Australie        | Duane Cousins             | DSQ                  |
| disqualifié | Chine            | Chaohong Yu               | DSQ                  |
| disqualifié | Chine            | Chengliang Zhao           | DSQ                  |
| disqualifié | Lettonie         | Ingus Janevics            | DNF                  |
| disqualifié | Biélorussie      | Vitaliy Talankou          | DNF                  |
| disqualifié | Slovaquie        | Anton Kucmin              | DNF                  |
| disqualifié | Colombie         | Fredy Hernández           | DNF                  |
| disqualifié | Espagne          | Santiago Pérez            | DNF                  |
| disqualifié | Russie           | Aleksey Voyevodin         | DNF                  |
| disqualifié | Slovaquie        | Peter Korcok              | DNF                  |
| disqualifié | Japon            | Yuki Yamazaki             | DNF                  |
| disqualifié | Pologne          | Kamil Kalka               | DNF                  |
| disqualifié | Italie           | Marco De Luca             | DNF                  |
| disqualifié | Russie           | Vladimir Kanaykin         | DNF                  |
| disqualifié | Russie           | Sergey Kirdyapkin         | DNF                  |
| disqualifié | Nouvelle-Zélande | Tony Sargisson            | DNF                  |
| disqualifié | Irlande          | Jamie Costin              | DNF                  |